# Heinrich von Bünau (Landkammerrat)
Heinrich von Bünau (* vor 1701; † 11. Januar 1772 in Wengelsdorf) war Landkammerrat im Herzogtum Sachsen-Merseburg und Kriegskommissar im Stift Merseburg sowie Rittergutsbesitzer.

## Leben
Er stammte aus dem sächsischen Adelsgeschlecht Bünau und zwar aus der aus dem vogtländischen Haus Pahren herkommenden Linie und war der älteste Sohn von Heinrich von Bünau († 1744). Heinrich von Bünau trat wie sein Vater und mehrere seiner Vorfahren in den Staatsdienst der albertinischen Wettiner. Traditionell trug er als ältester Sohn den gleichen Vornamen seines Vaters.
1732 war Heinrich von Bünau Landkammerrat im Herzogtum Sachsen-Merseburg. Ihm wurde von den obersten Beamten des Herzogs die Übernahme des Kriegskommissariats im Stift Merseburg angeboten, was jedoch an die Bedingung geknüpft war, ein immobiles Gut im Stiftsgebiet zu besitzen. Sein Vater Heinrich überließ ihn deshalb 1732 sein Rittergut Kleinkorbetha und zog sich später auf das Familiengut Oderwitz zurück, wo er 1744 starb. Da die Übergabe des Rittergutes ohne lehnsherrlich bestätigten Kaufvertrag oder Rezess erfolgte, verlangte der Dresden Hof nachträglich eine Vertragsausfertigung durch Vater und Sohn, was am 27. Mai 1740 erfolgte.
Heinrich von Bünau heiratete die Erbin des Rittergutes Wengelsdorf, das er selbst als bevorzugtem Sitz nutzte und wo er 1772 starb. Er hinterließ den blödsinnigen Heinrich von Bünau, der unter Vormundschaft Alleinerbe des väterlichen Besitzes wurde.

## Verwechselbarkeit der Namensträger
Aufgrund eines Familiengesetzes der Familie Bünau, das bereits im 12. Jahrhundert in Kraft war, durften für männliche Nachkommen nur die Vornamen Günther, Heinrich oder Rudolph verwendet werden. Es gibt deshalb innerhalb der weit verzweigten Sippe zahlreiche Personen mit dem Namen Heinrich von Bünau. Dies führte in der bisherigen Geschichtswissenschaft nicht selten zu falschen Personenzuordnungen oder -verwechslungen.